# Johan Adolf Hawerman
Johan Adolf Hawerman, född 3 mars 1812 i Karlskrona, död 31 maj 1885, var en svensk arkitekt, bror till Ludvig Hawerman (1821-1908) och Emil Hawerman (1825-1891), båda arkitekter. Bröderna var söner till instrumentdirektören A F Hawerman i Karlskrona och Fredrika Blom, född i Karlskrona 1784. Fredrika Blom var syster till arkitekterna Fredrik Blom och Gustav Adolf Blom.

## Biografi
Johan Adolf Hawerman var lärare vid Konstakademien i Stockholm från 1837 till 1877 samt förste arkitekt i Överintendentsämbetet från 1848 till 1879, anställd av morbrodern Fredrik Blom. Han ritade flera skolbyggnader i Stockholm, bland annat Gamla Skogsinstitutet (1858) och Manillaskolan på Södra Djurgården (1864), Tekniska skolan (1868), tillsammans med Carl Stål. “Blå porten” på Södra Djurgården är förmodligen också gestaltad av honom. Hawerman var en flitig kyrkoarkitekt och står bakom ca 100 ny- och ombyggnader.

## Verk i urval

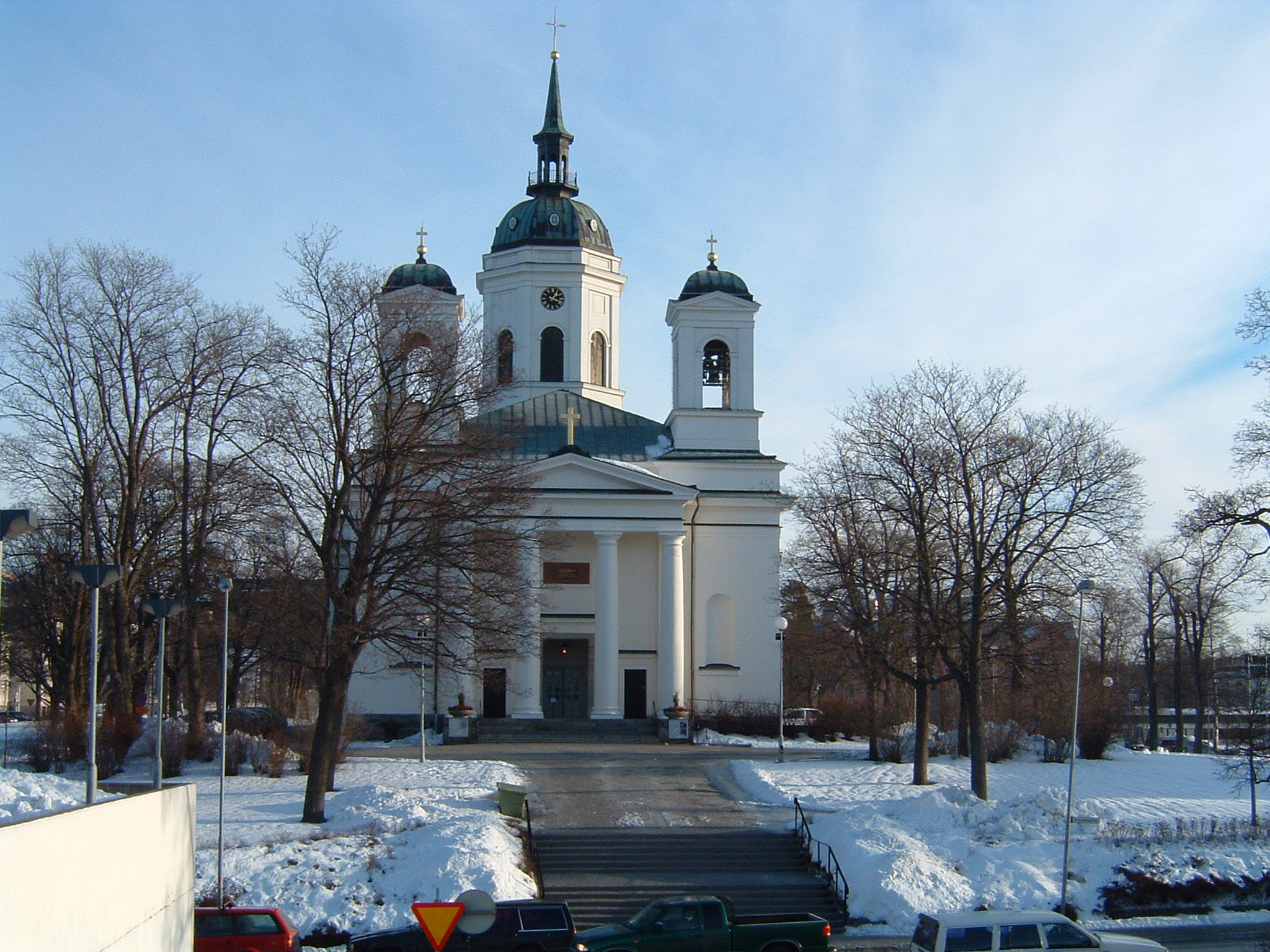
Härnösands domkyrka

- Järnsmidesstaketet utanför Landstingshuset i Stockholm, 1837
- Härnösands domkyrka, 1843–1846
- Tuns kyrka, 1846
- Länsresidenset i Östersund 1846-1848
- Flisby kyrka, 1850-1853
- Los kyrka, 1851
- Oderljunga kyrka, 1852-1853
- Edsvära kyrka, 1859
- Gudmuntorps kyrka, 1861
- Tingshus och sparbank i Hässleholm 1861-1866
- Torekovs kyrka, 1862-1863
- Halmstads kyrka i Skåne, 1862-1863
- Torpa kyrka, Småland, 1865
- Almesåkra kyrka, 1867–1869
- Östervallskogs kyrka, 1868
- Norra Vånga kyrka, 1876
- Sturkö kyrka, 1876–1878
- Lidhults kyrka, 1877–1878
- Norra Åkarps kyrka, 1880-1882
- Bodums kyrka, 1881–1883
- Läroverk i Karlskrona, 1882
- Sankt Sigfrids kyrka, 1885

## Bilder

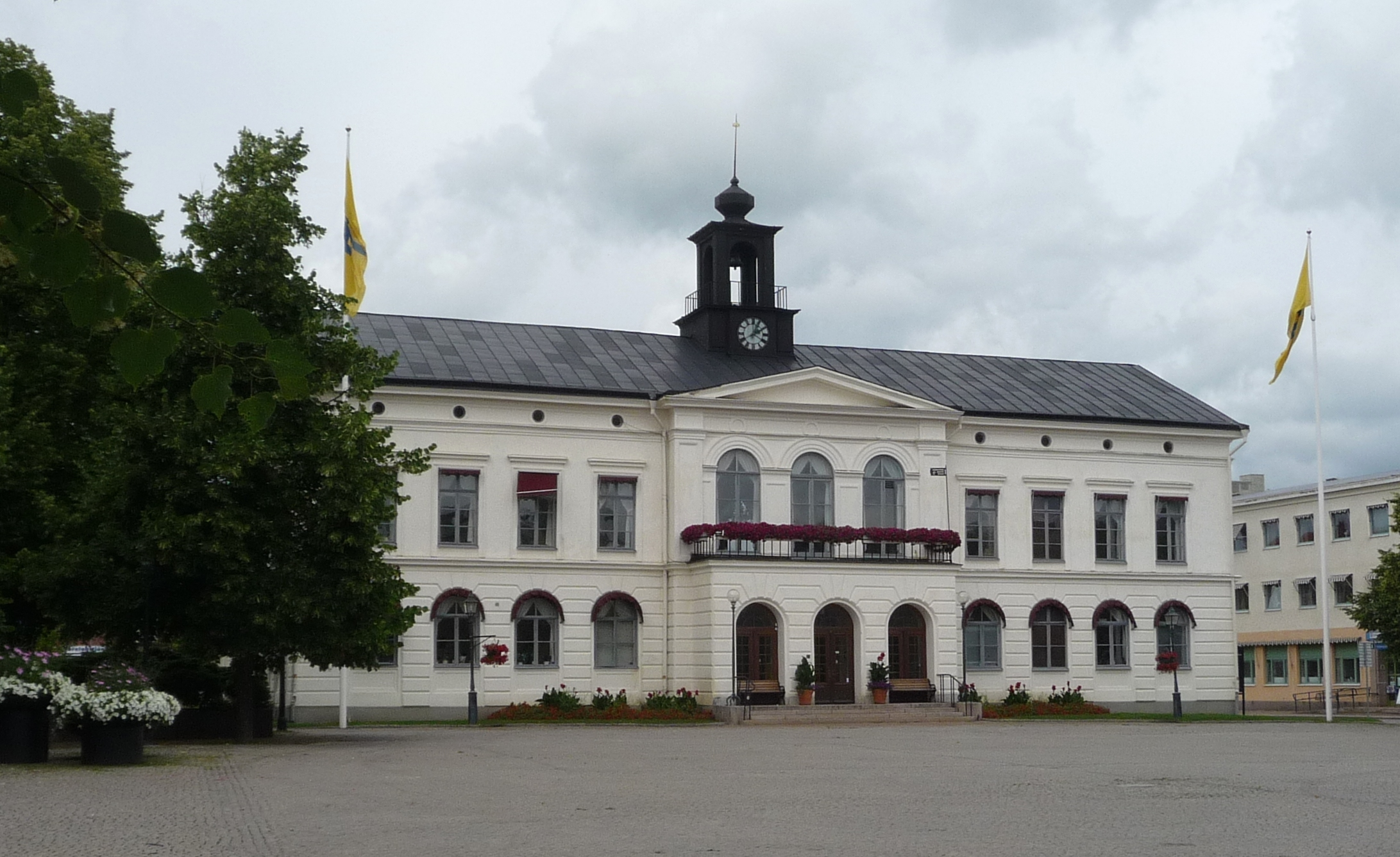
Rådhuset i Köping
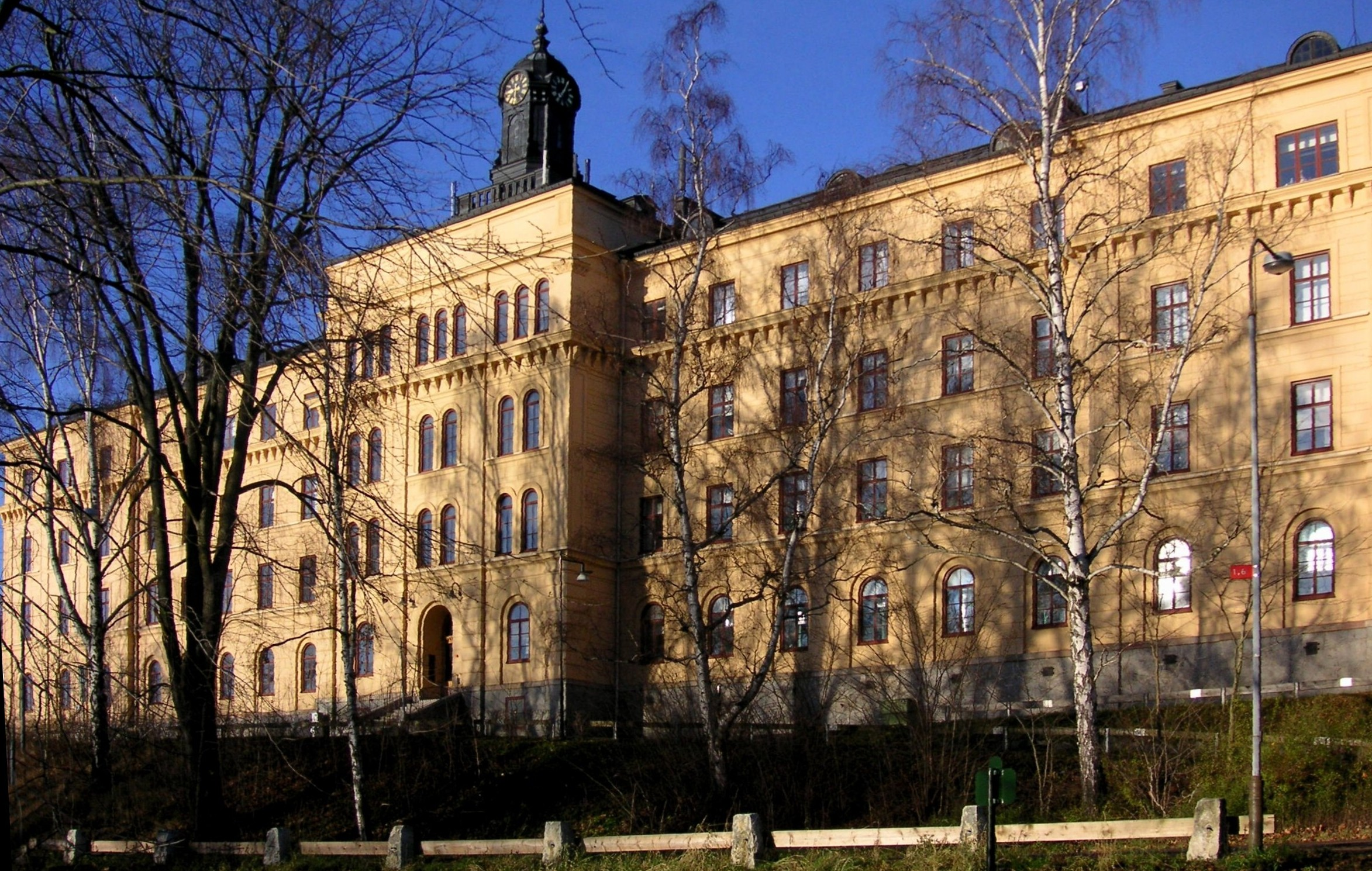
Manillaskolan
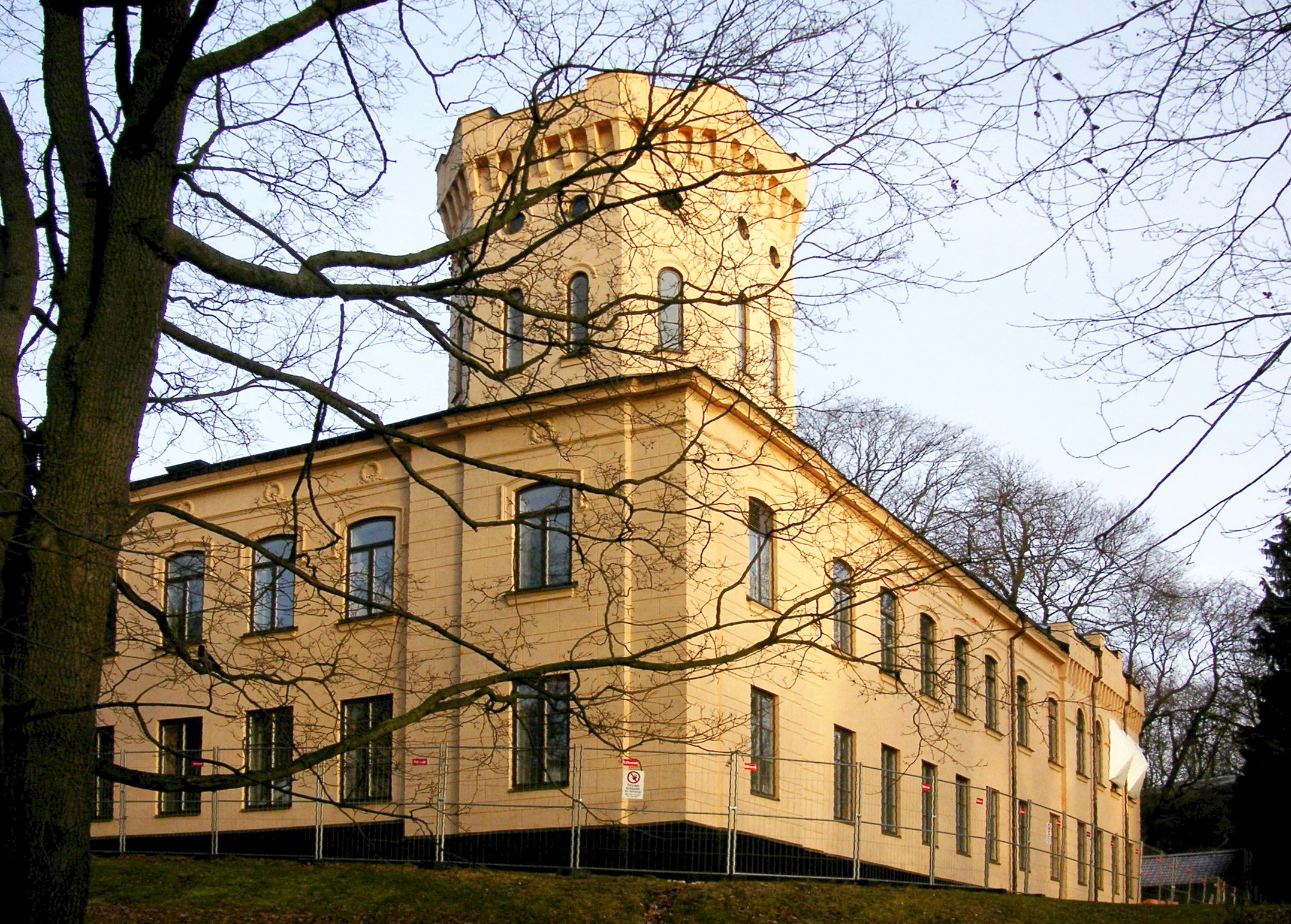
Gamla Skogsinstitutet
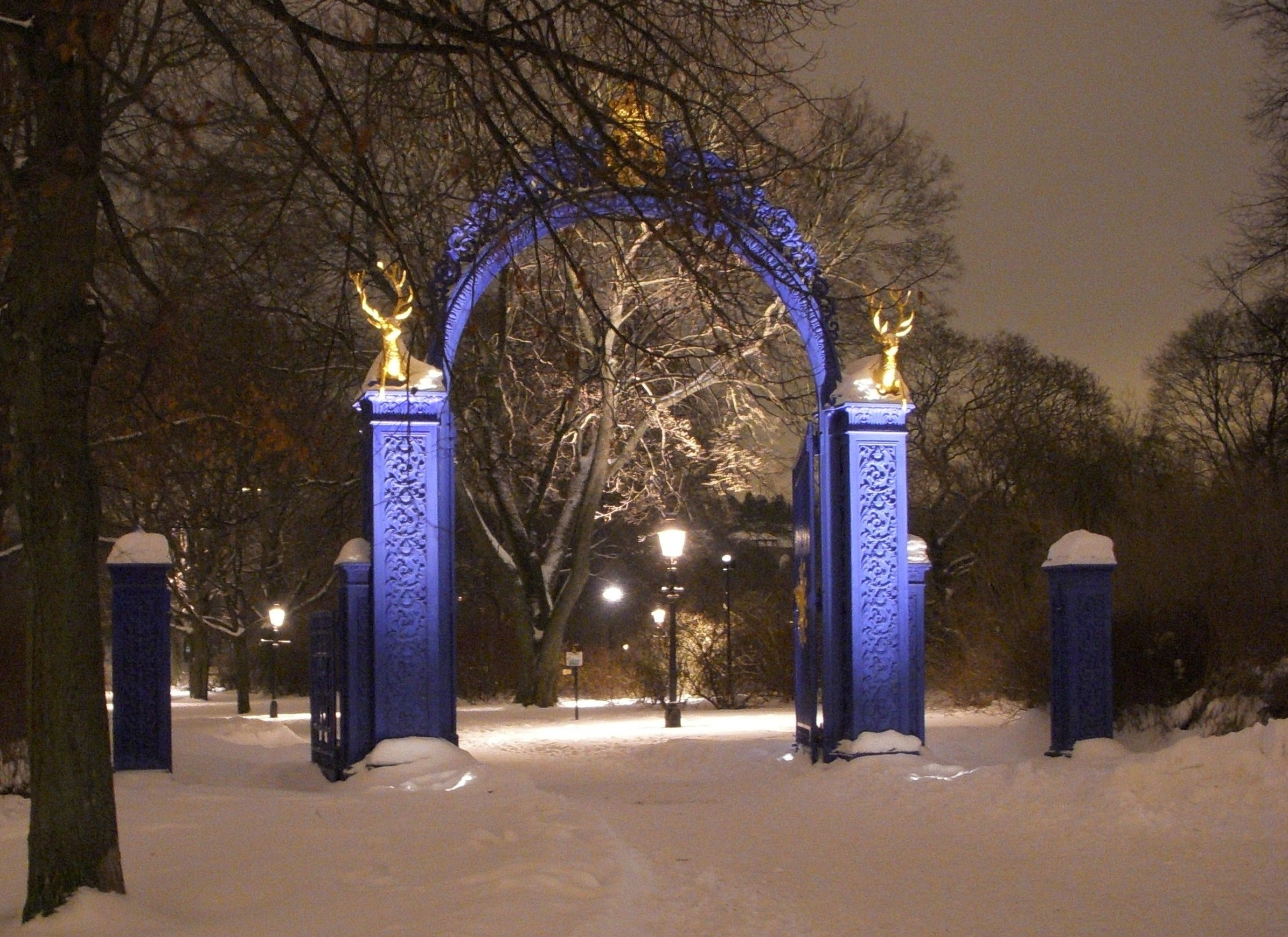
Blå Porten
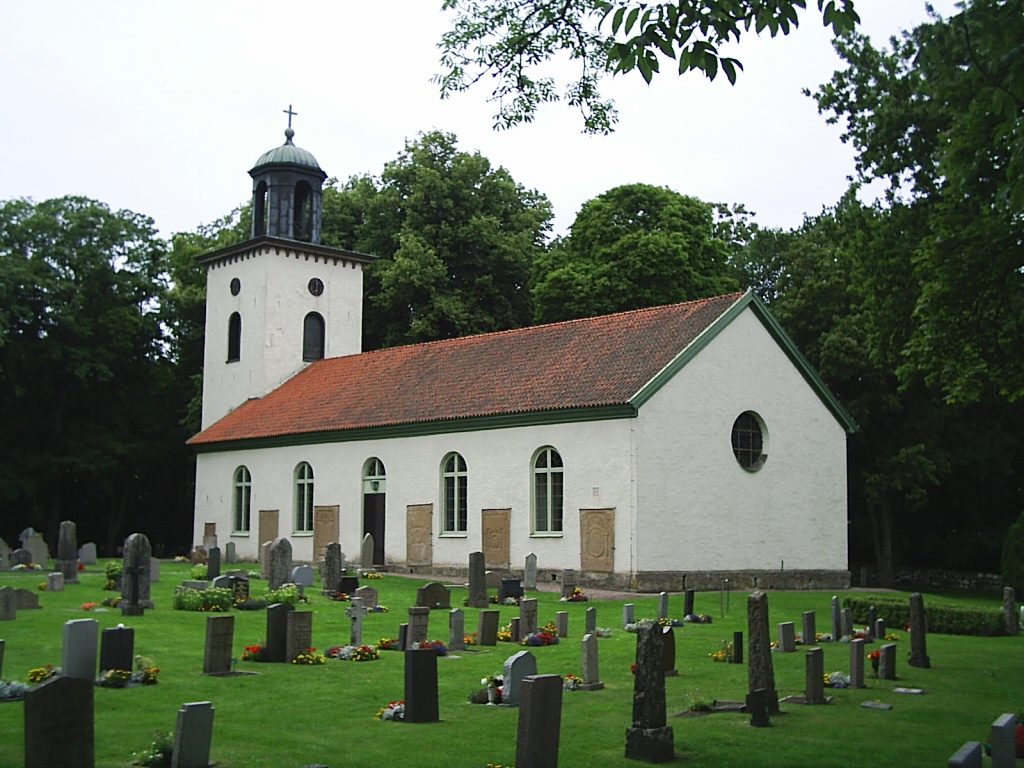
Tuns kyrka
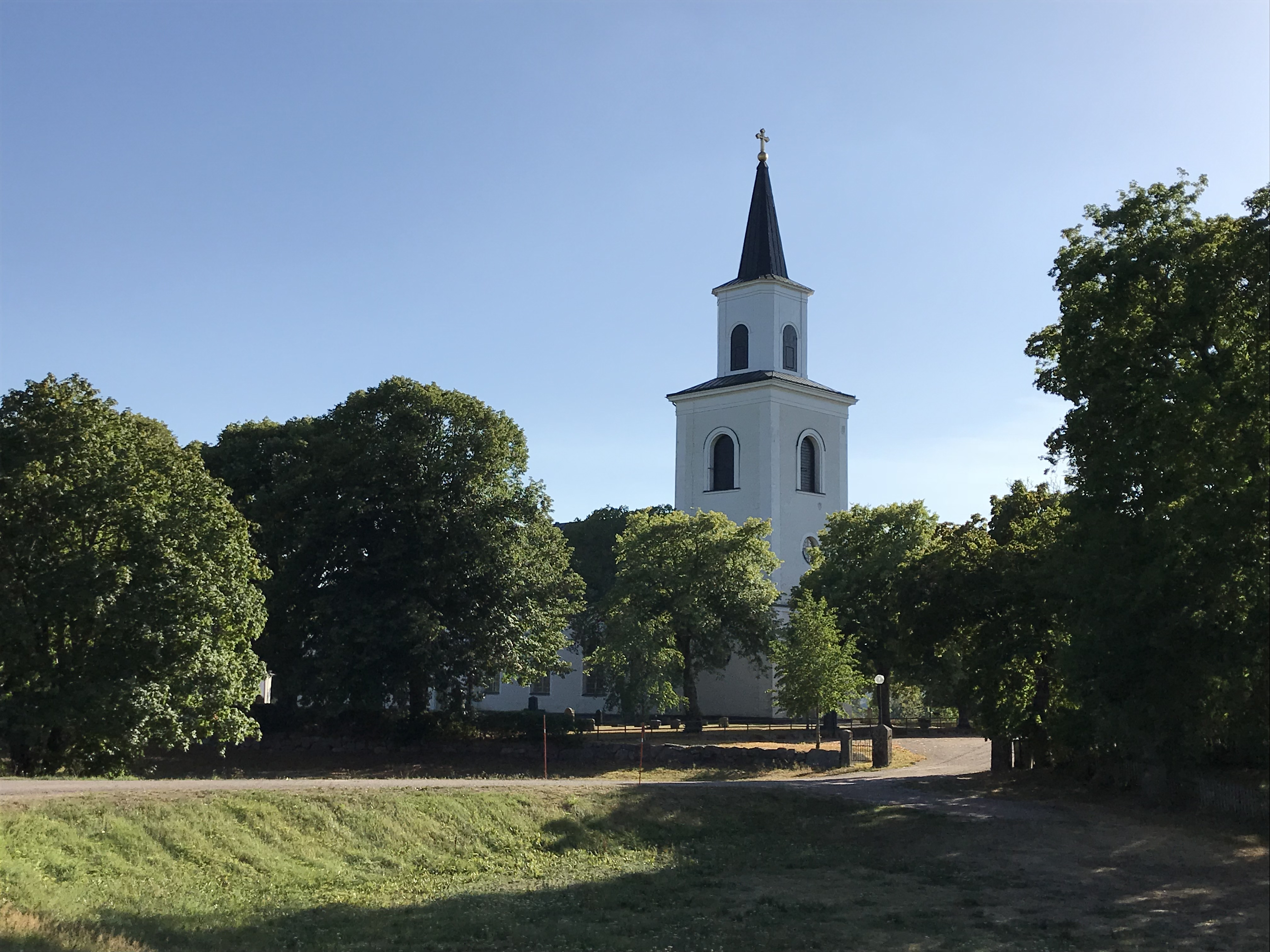
Flisby kyrka
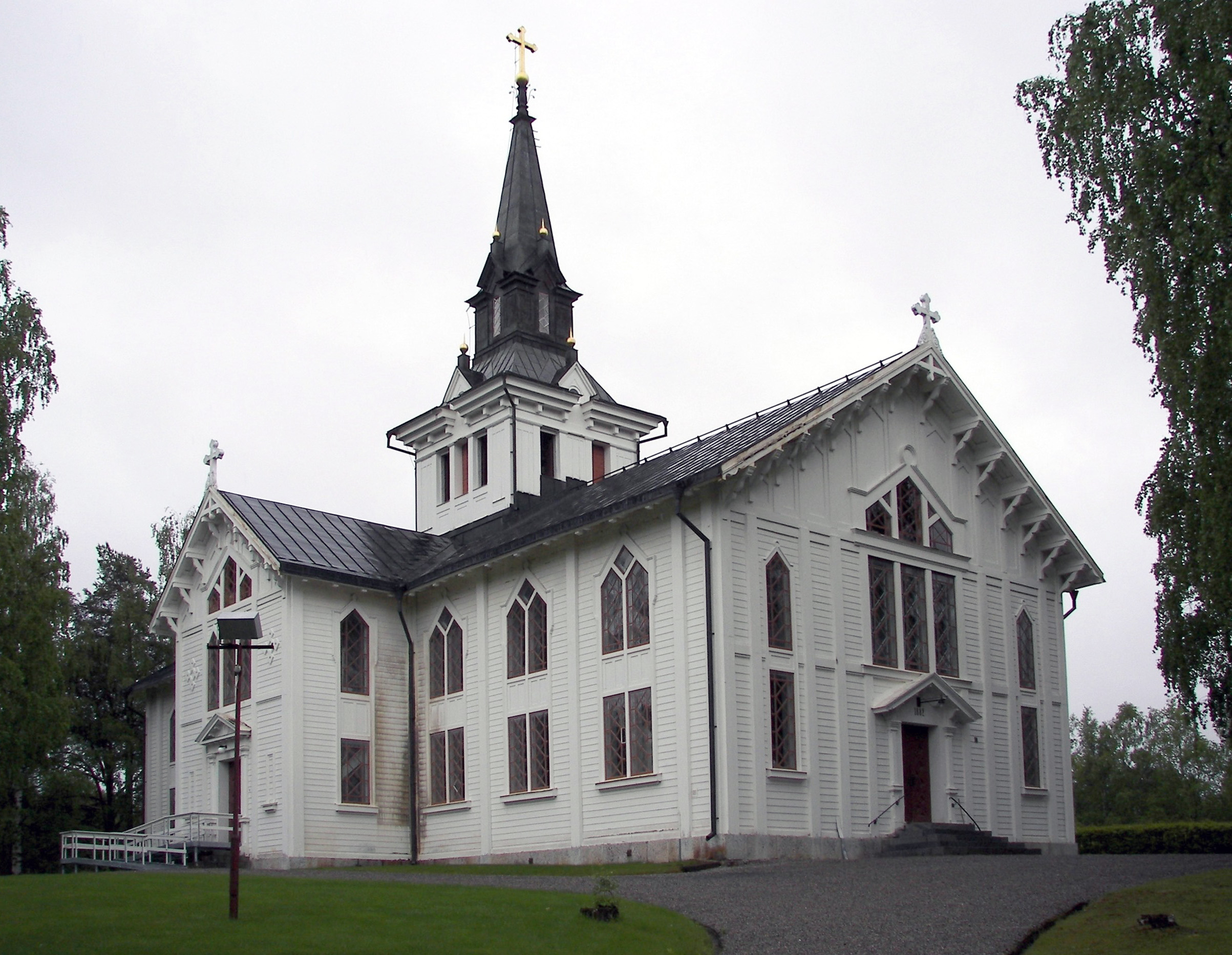
Bodums kyrka